# Cyclophora excellens
Cyclophora excellens là một loài bướm đêm trong họ Geometridae.